# Montaignac-Saint-Hippolyte
Montaignac-Saint-Hippolyte è una frazione del comune di Montaignac-sur-Doustre, nel dipartimento della Corrèze nella regione della Nuova Aquitania. In precedenza comune autonomo, il 1º gennaio 2022 è confluito insieme all'ex comune di Le Jardin nel nuovo comune di Montaignac-sur-Doustre.

## Storia

### Simboli
Lo stemma è stato adottato dal comune il 2 febbraio 1979. Riprende il blasone della famiglia de Montagnac,  con l'aggiunta nel cantone dello stemma della viscontea di Ventadour.

## Società

### Evoluzione demografica
Abitanti censiti